# Fondation de la Compagnie des mines d'Anzin

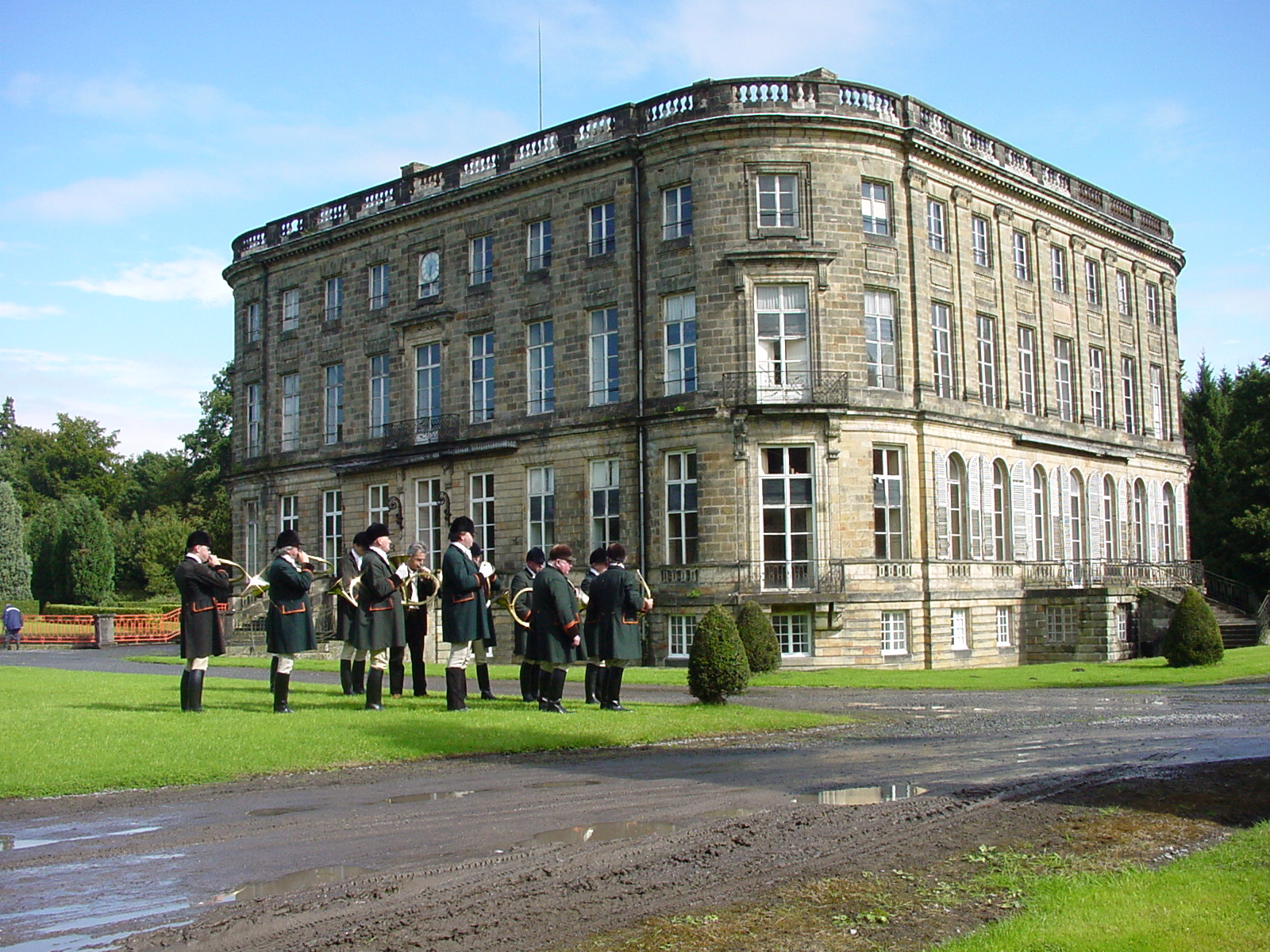
Château de l'Hermitage (Condé-sur-l'Escaut, Hauts-de-France)

La fondation de la Compagnie des mines d'Anzin résulte de la fusion signée au château de l'Hermitage à Condé-sur-l'Escaut le 19 novembre 1757 entre d'une part la Société Desandrouin-Taffin et la Société Desandrouin-Cordier, et d'autre part la Société de Cernay.

## Situation initiale

### Découverte de la houille en 1720 à Fresnes-sur-Escaut
Jean-Jacques Desandrouin arrive de l'actuelle Belgique dans le nord de la France dans le but de découvrir de la houille dans le prolongement des bassins miniers déjà existants à seulement quelques kilomètres. Il fonde en 1716 la Société Desaubois avec plusieurs autres personnes dont son frère Pierre Desandrouin-Desnoëlles, Pierre Taffin, audiencier à la chancellerie du parlement de Flandre, Jacques Richard et Nicolas Desaubois. La société prenant le nom de ce dernier.
Les travaux de la fosse Point du jour commencent le 1er juillet 1716, à l'endroit de Fresnes-sur-Escaut que Jacques Mathieu est venu préalablement marquer. Ce dernier part de Lodelinsart, près de Charleroi, le 18 juillet 1716 en emmenant sa famille et vingt jeunes hommes qu'il a engagé pour un an. Les fosses du Moulin et Ponchelet sont ouvertes à Escautpont dans la foulée la même année. En parallèle, une concession est demandée au Conseil d'État du roi et accordée par arrêt du 8 mai 1717, suivi le 4 août par les lettres patentes. Le privilège dure quinze ans. Dès les premiers problèmes, les entrepreneurs reconnaissent que les recherches vont être difficiles et coûteuses. En 1717, les trois fosses établies sont abandonnées et la société est dissoute après avoir dépensé 47 000 florins (58 750 livres). Elle est reformée avec plus ou moins les mêmes personnes, et est généralement dénommée deuxième Société Desaubois, pour se distinguer de la première.
En 1718, le puits de la fosse Jeanne Colard est ouvert dans l'endroit dénommée Enclos de Colard, dans la partie nord-ouest de Fresnes-sur-Escaut. Après dix-huit mois de travaux, la houille est découverte le 3 février 1720. La première gaillette a en tout coûté 111 750 florins soit 139 687 livres et dix sous. C'est à cette période que Pierre Mathieu, fils de Jacques, invente le cuvelage carré avec picotage. Une belle veine de charbon est découverte le 14 novembre 1720 et on en tire pour la valeur d'environ 2 000 livres, ou à peu près 300 chariots,.

### Prétentions du fisc
À peine le charbon était-il sorti du puits que M. Lamorald, directeur des fermes, a envoyé ses commis pour percevoir, sur ce nouveau produit national, le droit de domaine qu'il perçoit sur les charbons étrangers, soit  deux patars à la wague de gros, huit patars au muid de gaillettes, et deux patars au muid de menu, soit dix-sept, dix, et deux centimes au quintal métrique. Un procès s'ensuit entre Pierre Desandrouin-Desnoëlles, représentant la compagnie, et Charles Cordier, chargé de la régie des fermes générales.  Les entrepreneurs, qui étaient bien soutenus par le gouvernement, personne ne jalousant leurs dépenses excessives, obtiennent un arrêt contradictoire qui, tout en reconnaissant le bien-fondé des prétentions du fisc, ordonne « néanmoins, par grâce, et sans tirer à conséquence », que le charbon extrait des terrains concédés serait exempt de tous droits domaniaux et autres pendant la durée du privilège.
M. d'Argenson voulant réprimer l'avidité pécuniaire des suppôts de la ferme générale, ordonne que M. Lamorald restitue aux entrepreneurs la somme de 300 livres, que les commis ont extorquée aux voituriers chargés de charbon de Fresnes.

### Inondation de la fosse Jeanne Colard
Le 24 décembre 1720, une pièce du cuvelage de la fosse Jeanne Colard, faite de hêtre alors qu'elle aurait dû être en chêne, rompt, entraînant l'inondation des travaux souterrains. Vingt mille livres ont été perdues, et un manque à gagner de 35 000 livres est également à signaler, car la gratification du 9 juillet a été payée en billets de banque, qui ont entretemps perdu toute valeur.

### Fondation de la Société Desandrouin-Taffin
On tente alors de sauver la fosse par tous les moyens, mais rien n'y fait. Le gouvernement accorde même, par arrêt du 23 mai 1721, 200 chênes de la forêt de Mormal. Le 15 juillet 1721, les associés se réunissent à Condé-sur-l'Escaut et se résolvent à dissoudre la société, considérant qu'il n'est pas possible de reprendre la fosse. Tout le matériel est vendu, mais Pierre Desandrouin-Desnoëlles s'en porte acquéreur pour 2 000 florins, alors qu'il était évalué à 2 263 florins et cinq patars. Il lui est laissé pour 2 100 florins. La Société Desandrouin-Taffin succède à la Société Desaubois le 1er septembre 1721.

### Reprise de l'exploitation
Après l'acquisition de nouveaux fonds et des préparatifs bien poussés, on commence en 1723 les puits nos 2 et 3 de la fosse Jeanne Colard, le puits abandonné devenant par rétronymie le puits no 1, et, en août 1723, une belle veine de charbon est découverte. L'année suivante est consacrée à parfaire et à sécuriser les travaux. Divers puits sont ensuite ouverts dans les environs, avec plus ou moins de succès.